# NGC 5475
NGC 5475 ist eine Spiralgalaxie vom Hubble-Typ Sa im Sternbild Großer Bär am Nordsternhimmel, die schätzungsweise 80 Millionen Lichtjahre von der Milchstraße entfernt ist. 
Das Objekt wurde am 14. April 1789 von Wilhelm Herschel mit einem 18,7-Zoll-Spiegelteleskop entdeckt, der sie dabei mit „pB, S“ beschrieb.